# 伎楽
伎楽（ぎがく）は、日本の伝統演劇のひとつである。日本書紀によれば、推古天皇20年（612年）、推古天皇の時代に百済人味摩之（みまし）によって伎楽が伝えられた。中国南部の呉で学んだという（『教訓抄』）。奈良時代の大仏開眼供養（天平勝宝4年（752年））でも上演され、正倉院には、その時使用された伎楽面と衣装が残され、他には法隆寺献納宝物として面が残る。伎楽面は、後の能楽などに比べずっと大型で、頭からスッポリと後頭部含めて被る形式である。行道という一種のパレードと、滑稽味をおびた無言劇と舞と楽奏で構成され、飛鳥時代から奈良時代に寺院の法会でさかんに上演されたが、鎌倉時代に至って次第に衰退し絶えた。

## 伎楽の歴史
伎楽は「呉楽（くれがく）」「呉楽儛（くれのうたまい）」ともいわれるように、中国南部の仏教文化圏であった呉国に由来する楽舞であった。そのルーツについては、チベット、西域・新疆ウイグル自治区、ブータン、インド、ペルシャ、ギリシャなどから伝わり混合したとの説がある。

『新撰姓氏録』（弘仁6年〈815年〉成立）左京諸蕃下・和薬使主条には、欽明天皇（539年? - 571年?）の御世に和薬使主（やまとのくすしのおみ）が伎楽の調度一式を日本へもたらしたとの記事がある。
和薬使主。出自は呉国の主、照淵の孫、智聡なり。天国排開広庭天皇（諡は欽明）の御世に、使、大伴佐弖比古に随ひて、内外典・薬書・明堂図等百六十四巻、仏像一軀、伎楽調度一具等を持ちて入朝す。
　　ただしこのとき、実際の演技として伎楽が上演されたかどうかは不明である。『日本書紀』の推古天皇20年（612年）是歳条に、百済人味摩之（みまし）が伎楽儛を伝え、奈良の桜井に少年を集めて教習したという記事が、実際に日本で伎楽が行われた記録としては最古である。
百濟人味摩之、歸化けり。曰はく、「呉に學びて、伎樂の儛を得たり」といふ。則ち櫻井に安置らしめて、少年を集へて、伎樂の儛を習はしむ。
聖徳太子の仏教布教のための奨励などによってその後に伎楽は寺院楽として定着していった。（『聖徳太子伝暦』）。橘寺、太秦寺、四天王寺などの各大寺教習させ伎楽の面装具一式を寄進した。さらに伎楽の教習者には課役免除の措置がとられた。

『日本書紀』の朱鳥元年（686年）4月壬午条には
新羅の客等に饗たまはむが為に、川原寺の伎楽を筑紫に運べり。仍りて皇后宮の私稻五千束を以て、川原寺に納む。
新羅からの客人をもてなすために、川原寺の伎楽（舞人、装束、楽器等）を筑紫に運んだとあり、天武朝末年までに、飛鳥の川原寺で伎楽が行われていたことがうかがえる。
『延喜式』によると法隆寺をはじめ、東大寺、大安寺、西大寺、秋篠寺に伎楽を上演する一団がおかれていた。4月8日の仏生会、7月15日の伎楽会は、奈良時代に仏教行事として定着するが、この際には伎楽上演があった。また天武天皇14年（685年）には、筑紫（現・福岡県太宰府市）の観世音寺で伎楽が外国の賓客を供応するため催された。このように伎楽は仏教行事以外の場でも上演されている。
東大寺の大仏開眼供養（西暦752年/天平勝宝4年）の時には他の諸芸能とともに大規模に上演された。神護景雲（769）年5月9日造伎楽司が設立され、造伎楽長官が任命されている。
大宝律令に定められた雅楽寮には伎楽師もおかれ、国家の保護がなされた。しかし一方で、国家保護のもとで伎楽の演者は居住地が制限され、大和国城下郡杜屋村に楽戸郷として定められる制約も課せられた。
伎楽面は大型で後頭部まで覆う。材質は楠製、桐製、乾漆製の3種で製作の工夫で徐々に軽量化されていった。地方に伎楽面を貸し出した記録も残り、伎楽は広く地方にも伝播していった形跡がみられる。伎楽は行道が除かれ、武徳楽の舞が省略され、腰鼓が途絶えるなど様々に形を変えていった。
だが、奈良時代にさかんに行われていた伎楽も、平安時代には日本的芸能として舞楽が貴族に浸透していき宮廷楽となり、さらには伎楽に代わって社寺楽になった。永保3年（1083年）白河天皇勅願寺の法勝寺の八角九重塔の建立の落慶法要でも舞楽が開催された。そして、鎌倉時代になると次第に上演されなくなった（『教訓抄』）。それは、寺院歌舞としては舞楽が盛んになった、内容に懸想模様など卑俗な部分が多かった、寺院楽として伝わったので内容も登場人物も力士・金剛など仏教的で、その後に習合した神道に触れない、などの理由と推定されている。

## 伎楽の影響
波羅門の「ムツキアラヒ（褌を洗う所作）」は、後の猿楽に「妙高尼之襁褓乞」として受け継がれ（『新猿楽記』）、伎楽の喜劇形式と滑稽な演技が猿楽に影響している。
舞楽とは雅楽器の演奏に合わせて踊るもので、今は雅楽の曲目の1種類だが、その起源は伎楽での舞の部分が雅楽と合流してできた（『教訓抄』）。
伎楽の楽曲部分が主に笛の曲として雅楽に取り入れられた。
伎楽そのものは鎌倉期に衰退したが、伎楽が後世の芸能に及ぼした影響は大きい。現在単独の形だが、各地の獅子舞の形式と祭礼に魔を祓う登場の仕方などのルーツも伎楽にある。治道が猿田彦・天狗・王鼻などに変化して祭礼の露払い役で残る。また、各地の寺院で行われる「お練供養」や菩薩来迎会にその痕跡をとどめている。

## 伎楽の復元
昭和55年（1980年）、東大寺大仏殿昭和大修理落慶法要を飾る一大プロジェクトとして、その一部が復元された。復元作業にあたっては、現存する資料を元に、宮内庁楽部楽師・芝祐靖（復曲）、NHKプロデューサー・堀田謹吾（企画）、元宮内庁楽部楽長であり小野雅楽会会長であった東儀和太郎（振り付け）、東京芸術大学教授・小泉文夫（監修）、並びに、大阪芸術大学教授・吉岡常雄（装束制作）らの尽力によって実現。雅楽部総監督は佐藤浩司天理大学教授、演技は天理大学雅楽部が担当した。以降、天理大学雅楽部は『教訓抄』記載の伎楽の復元試作を続け、復曲は引き続き芝祐靖が当たった。「行道乱声」「獅子・曲子」「呉公・呉女」「迦楼羅」「崑崙」「婆羅門」「金剛・力士」「太孤」「酔胡」の復曲により、1990年には文献に記載された伎楽曲が残らず揃い、雅楽部も演奏できるようになる。
なお、同部は、平成4年（1992年）からは薬師寺において、創作伎楽『三蔵法師 求法の旅』にも取り組んでいる。
真伎楽
1991年五世野村万之丞は、狂言師として仮面劇の歴史を追求する末に伎楽と出会い、新たな形での仮面劇での復元を構想し、アジア各国を調査し、各国俳優やダンサー、音楽家と対話と実践を重ね、2001年に「真伎楽」と名付けた形で復興させた。2001年10月16日東京都庁前広場で初演、天の計らいという奈良県明日香石舞台古墳前での2回目公演を実施した。以降、福岡県太宰府公演を経て韓国へ渡り、扶余とソウルで上演された。その後、2004年万之丞の急逝後も遺志であった中国公演を2007年に実施して、その後も活動中である。
復元した伎楽面を被った演者たちの感想では、能狂言の面や日本に多い顔の前面に紐で固定する形式の面と違い、頭部に被るので、すっぽりと包まれた母親のお腹にいるような感覚を覚え、一気に別の人物に憑依するという。

## 伎楽の上演様態
奈良時代に仏教寺院で行われていた伎楽は、『教訓抄』とその研究から次のような上演様態をもつとされている。
1.先頭は治道で魔を避ける僻邪として露払いし、行道という一種のパレードが行われる。
これは読経をともない仏を賛美するものと考えられる。このパレードは「治道（ちどう）」とよばれる鼻の高い天狗のような仮面をつけた者が先導する。次に笛、鼓、銅鑼子などの楽器で構成される前奏の楽隊、音声という声楽のパート、さらに5色の毛の五方獅子と獅子児2人 、踊物、そして後奏の楽隊、帽冠（ほうこ）とよばれる僧がつきしたがう。一行が、しつらえられた演技の場に到着する
2.獅子舞がはじまる。
これは演技の場を踏み鎮める役割をはたす。人の児の姿の獅子児が、獰猛な親の獅子をなだめる。
1・2は序章で、次から各登場人物によって劇的展開をもつ演技がはじまる。この演技はすべて仮面をつけておこなわれ、無言のパントマイムと舞で構成される。また管楽器や打楽器による伴奏がつく。
3.呉公、金剛、迦楼羅（かるら）、呉女、崑崙（くろん）、力士による劇。
呉公は扇を持ち幕口に向かって笛を吹く様子をする。盤涉調を伴奏に舞う。金剛が続いて登場し舞う。続いて、霊鳥である迦楼羅が蛇を食べてテンポ速く舞う。
4.悪魔の崑崙が呉女に懸想して卑猥な動作で言い寄り力士にこらしめられる演技。
崑崙はマラカタとよばれる男性器を誇張したつくりものを扇でたたいて呉女に言い寄り、力士はそのマラカタに縄をかけて引っ張ったり、たたいたりする。色欲を戒める意味をもたせて上演されたが、その所作は見物の爆笑を誘ったと想像される。
5.波羅門が褌をぬいで洗う所作。
洗う姿が滑稽（『教訓抄』）。
6.大孤という父親と子供が仏に五体投地して礼拝する演技。
老い衰えた孤父が、2人の子に介添えされ腰を押されつつ登場。仏前に両脇を子どもに介護されて五体投地し礼拝する大孤の所作は、直接的に仏教的な内容を教え説いている。
1999年には、チベット仏教では五体投地が行われ、西部のシャンシュン地区に残る芸能で、仮面を使う老父と子供の五体投地劇が残っていた。
7.酔胡王（酒に酔った胡の王）とその従者（酔胡従）によるハラメキと称される舞楽。
ハラメキは鳴動で大きな音を立てて動く演技。西域の胡王が8人の酔胡従者を従え、自分の権威を示そうとするが、酔っている故にその酔態の様が狂態となってしまい、人びとを爆笑させ、権威をなくしてしまう王を舞で描いている。緩やかな批判精神がある。その一方彼らは稀人で様々な交易品で希少な品物を運んでくれる。

## 伎楽で使用される仮面

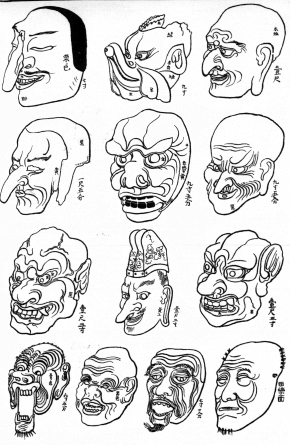
Gigaku masks from Horyuji temple

次の14種類ある。
- 治道（ちどう）
- 師子（しし）
- 師子児（ししこ）
- 呉公（ごこう）
- 金剛（こんごう）
- 迦楼羅（かるら）[注釈 1]
- 崑崙（くろん、こんろん）
- 呉女（ごじょ）
- 力士（りきし）
- 波羅門（ばらもん）
- 太弧父（たいこふ）
- 太弧（たいこじ）
- 酔胡王（すいこおう）
- 酔胡従（すいこじゅう）

## 真伎楽の脚色
脚色するとともに、楽劇の常態から明確に3章に分けた。
1. 天の章:パレード・行道 仮面は半仮面で俳優・演奏者の自作。遠い世界から、幸福や過去の知恵を持った稀人として現れる。想像のアジア合衆国の創作国歌を演奏しつつパレードで登場後に、半仮面を取り、各国の芸を披露し祭壇に礼拝する。
2. 地の章:式典・セレモニー、伎楽の被る仮面となり、3・4・5を演じる。創作人物の老人老女がブータンの仮面をつけて道化役で崑崙を唆す。創作追加劇で、ヒンズー教神話の迦楼羅（ガルダ）とヴァースキの戦いを描き、迦楼羅の勝利で天と地の和合を表わす。
3. 人の章:祭典・アトラクシヨン、6の大孤父が祭壇に五体投地するが少年と少女の大孤児は今だけを考えしない。ブータン芸能の道化僧アチャラを登場させ、児は反省し未来を見る。7の推古王と従者が登場し、胡旋舞の回転舞踊を激しく舞う。
4. 終幕:フィナーレ、舞台はカオスとなり、俳優と演奏者は再び半仮面をつけて、再度アジア合衆国の創作国歌を流しつつ引き上げのパレードで元の遠い世界へ去る[30]。